# Nati nel 1302
| Questa pagina contiene informazioni ricavate automaticamente dalle voci biografiche con l'ausilio del template Bio e di un bot. L'aggiornamento è periodico e automatico e ricostruisce completamente la pagina. Se manca una persona in questa lista, sei pregato di non aggiungerla, ma accertati piuttosto che la sua voce biografica contenga il template Bio e che i dati anagrafici siano correttamente compilati. Se il template Bio manca, inseriscilo tu stesso o, in alternativa, metti l'avviso {{tmp\|Bio}} che ne segnala la mancanza. Se i dati riportati sono sbagliati, correggi direttamente la voce biografica; le modifiche saranno visibili in questa lista entro pochi giorni. Per chiarimenti vedi il progetto biografie. La lista contiene solo le 9 persone che sono citate nell'enciclopedia e per le quali è stato implementato correttamente il template Bio. Pagina aggiornata al 2 mag 2025. |

- 22 febbraio - Gegeen Khan, imperatore cinese († 1323)
- 7 dicembre - Azzone Visconti, italiano († 1339)
- Tommaso Caloiro, poeta e giurista italiano († 1341)
- Ramberto I Malatesta, condottiero italiano († 1367)
- Maria Afonso, nobildonna portoghese († 1320)
- Jacopo Passavanti, scrittore, architetto e religioso italiano († 1357)
- Ruggero Sanseverino, funzionario e arcivescovo italiano († 1348)
- Tai Situ Changchub Gyaltsen, re tibetano († 1364)
- Isabella d'Aragona, principessa († 1330)